# Bozouls
Bozouls (IPA: [bozul], okcitánul Bòsols vagy Boason) község Franciaországban, Okcitánia régióban, Aveyron megyében. Lakosainak száma 3006 fő (2022. január 1.). Bozouls Bertholène, Bessuéjouls, Espalion, Gabriac, Montrozier, Rodelle, Sébazac-Concourès és Sébrazac községekkel határos.

## Földrajz

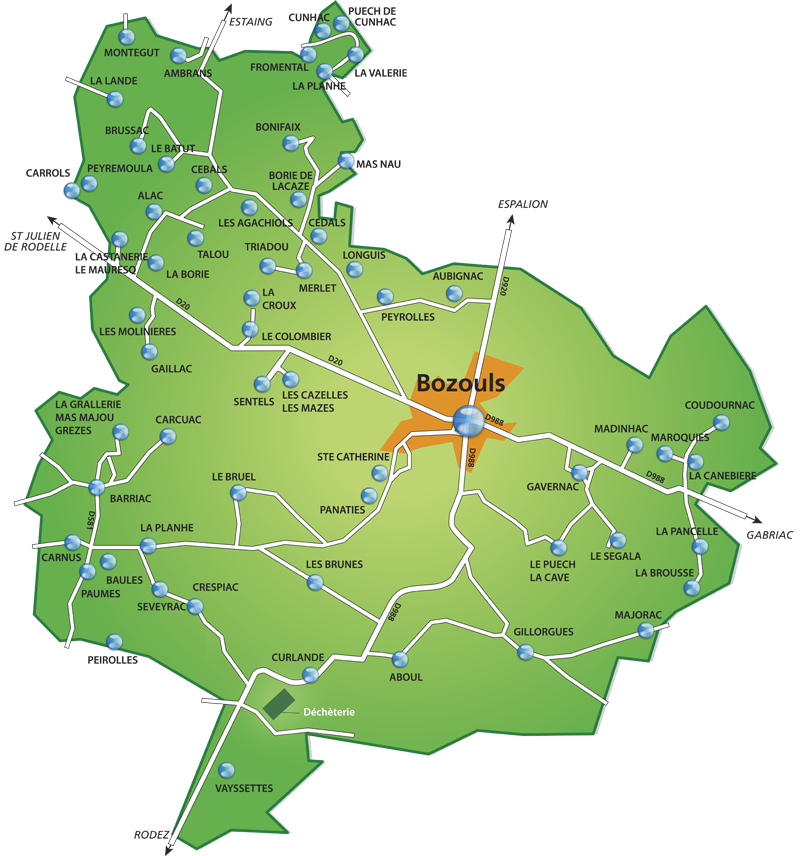
A község térképe

A Francia-középhegység déli részén, a Causses tájegységben fekszik. A települést a 400 méter hosszú, 100 méter mély Trou de Bozouls nevű természetes szurdok vágja ketté, amelyben a Le Dourdou de Conques folyó folyik.

## Népesség
A település népességének változása:
| Lakosok száma | 1701 | 2032 | 2329 | 2723 | 2752 | 2804 | 2871 | 2886 | 2951 | 3006 |
|               | 1968 | 1982 | 1999 | 2006 | 2011 | 2015 | 2017 | 2018 | 2020 | 2022 |

## Képek

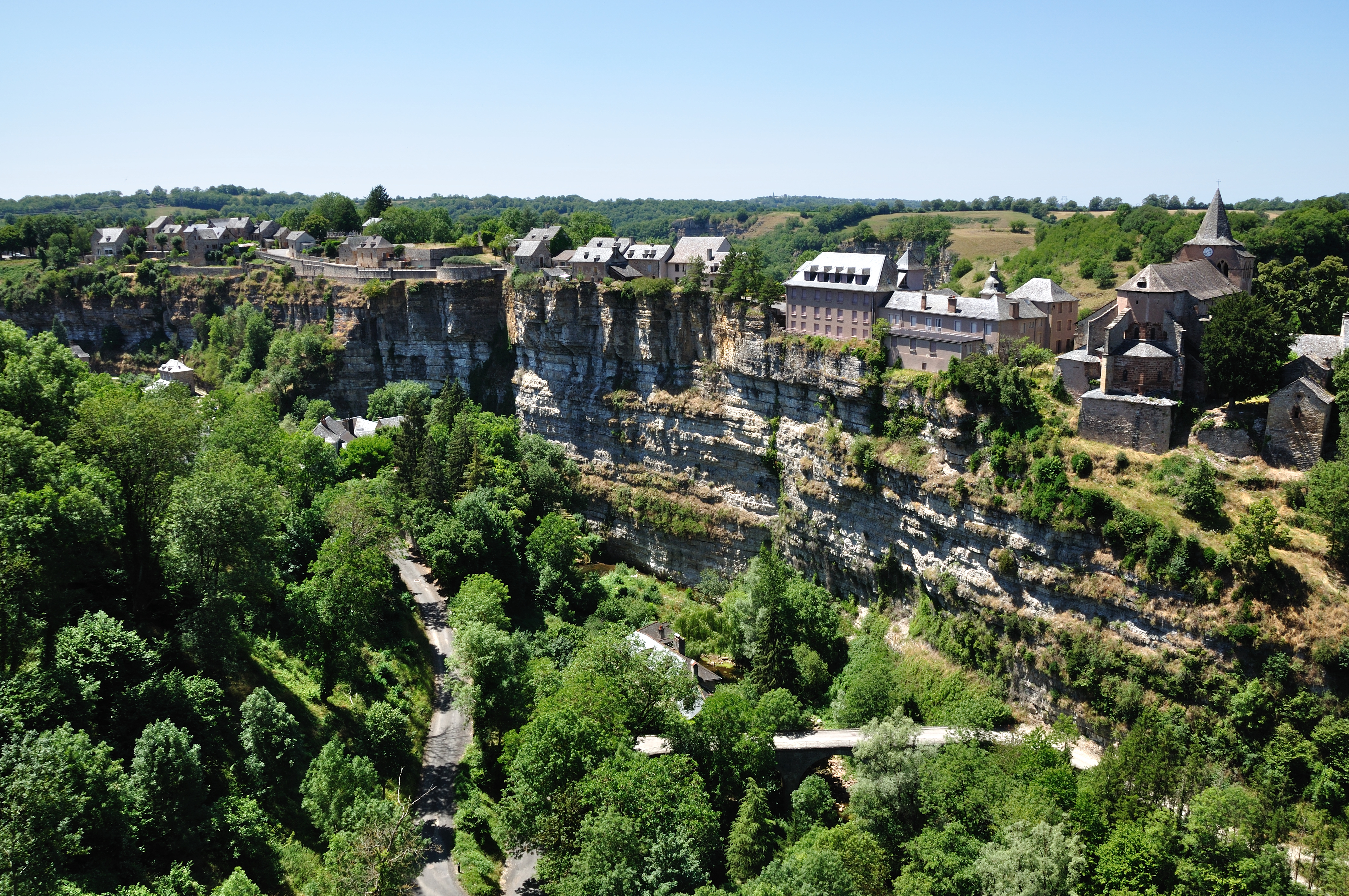
A szurdok
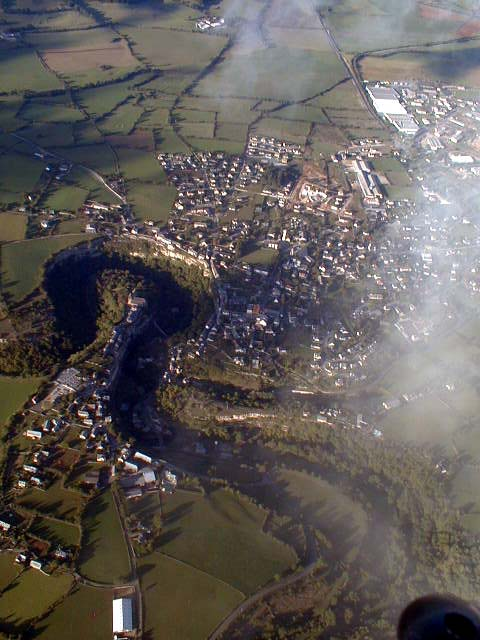
Légifotó
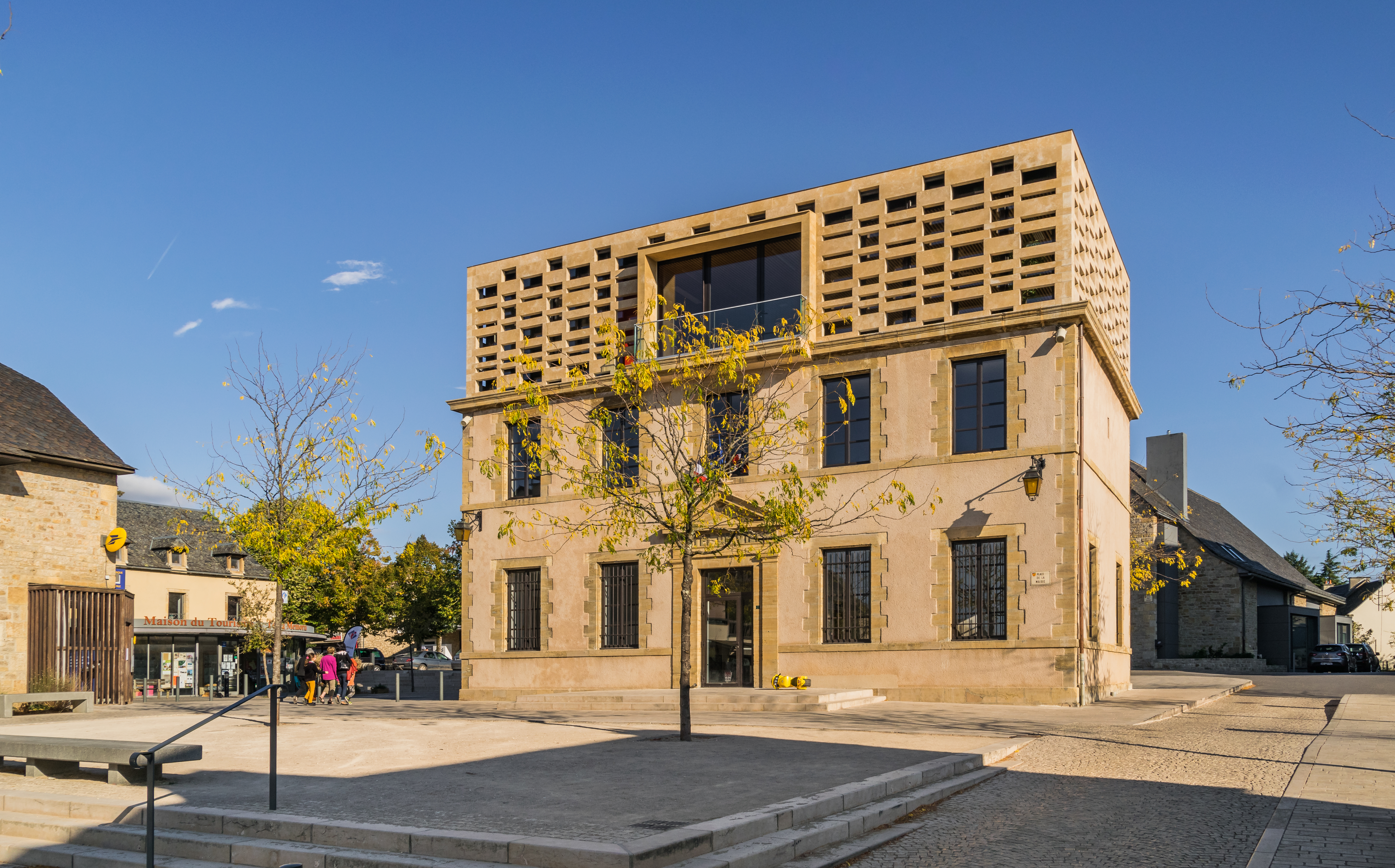
Községháza
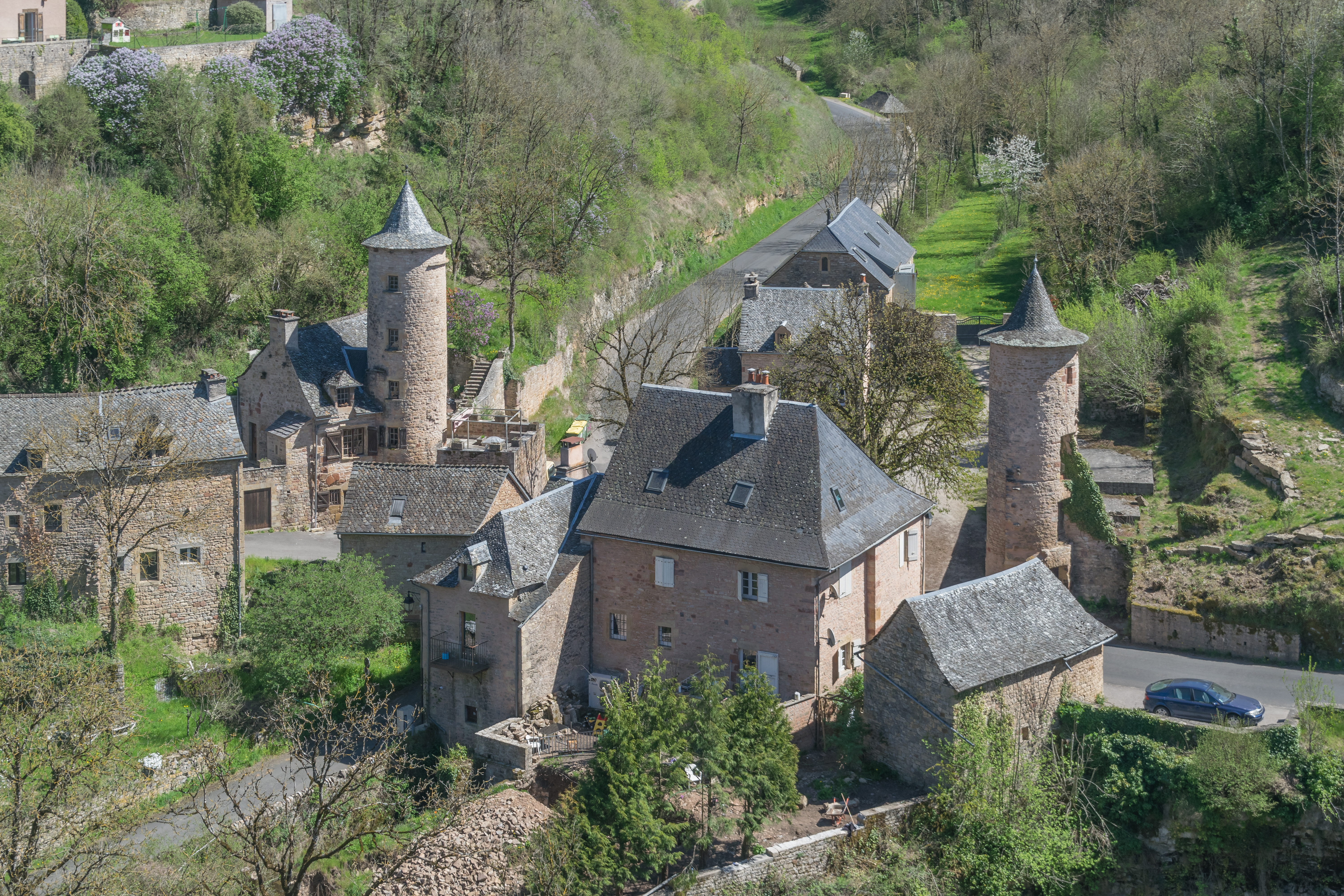
Középkori tornyok
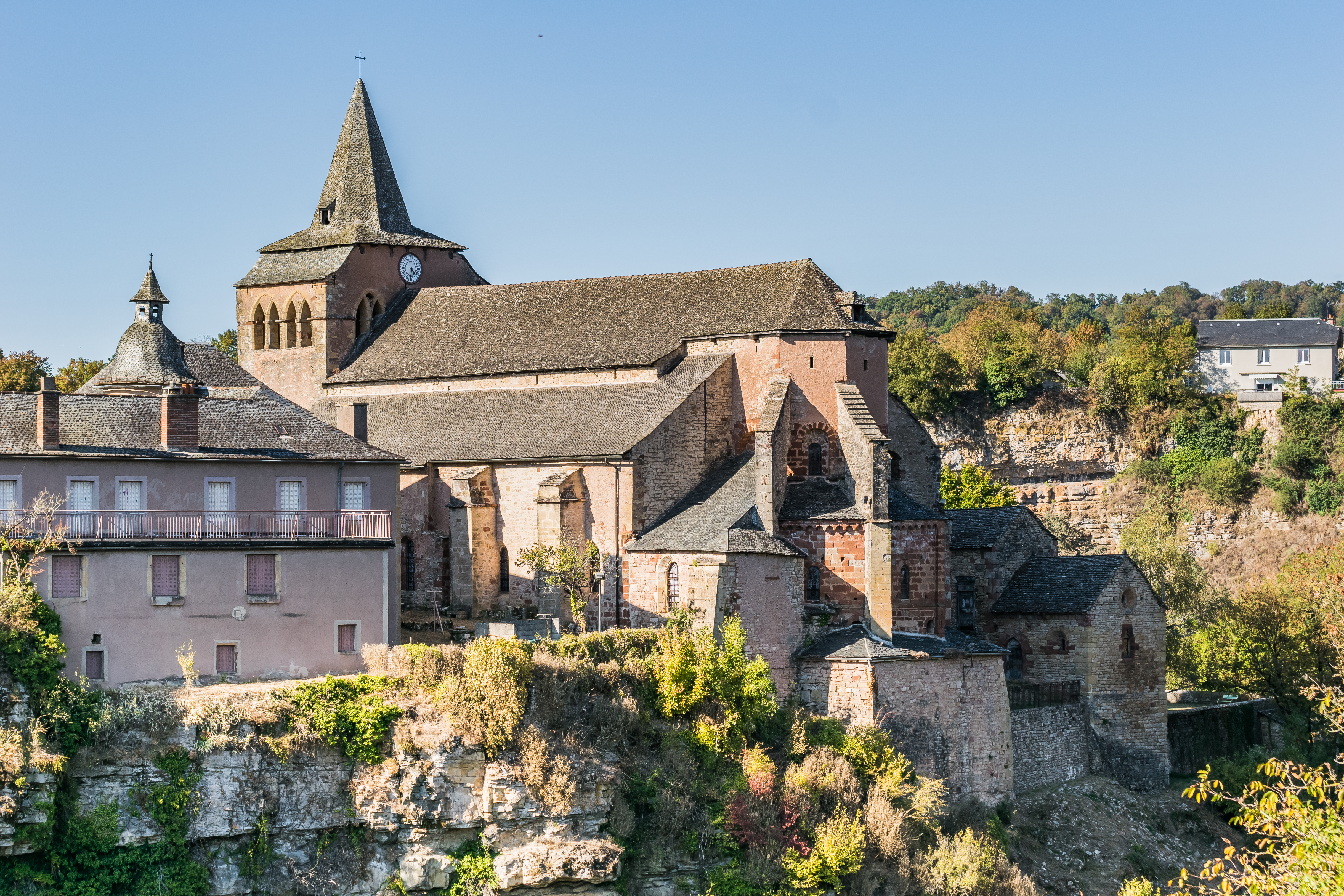
Szent Fauszta-templom